# 로펌 (드라마)
《로펌》은 SBS에서 2001년 6월 6일부터 2001년 7월 26일까지 매주 수,목 밤 21시 55분에 방영되었던 수목미니시리즈이다.

## 등장 인물
- 송승헌 : 정영웅 역
- 소지섭 : 최장군 역
- 김지호 : 박정아 역
- 서정 : 윤진 역
- 변우민 : 한통령 역
- 홍진희 : 사무장 역
- 이종원 : 이준석 역
- 윤여정 : 영웅 어머니 역
- 심이영 : 미라 역
- 양동재
- 이철민
- 황미선
- 권오영
- 김성훈
- 원숙희
- 이다연
- 김민정
- 이동훈
- 김형범
- 백승욱

## 이모저모
- 김혜수의 출연도 확정됐으나 방영 시기가 2001년 8월에서 6월로 앞당겨졌고 이 과정에서 영화 개봉 시기와 겹치자 출연을 포기했다.[1]

## 수상
- 2001년 SBS 연기대상 10대스타상 송승헌